# Klaus Hasselmann
Klaus Ferdinand Hasselmann (* 25. Oktober 1931 in Hamburg) ist ein deutscher Klimaforscher, Meteorologe und Ozeanologe. Von 1975 bis 1999 war er Direktor am Max-Planck-Institut für Meteorologie in Hamburg. Im Jahr 2021 wurde Hasselmann gemeinsam mit Syukuro Manabe und Giorgio Parisi der Nobelpreis für Physik zuerkannt.

## Leben
Hasselmann wurde 1931 in Hamburg geboren. Sein Vater war der Ökonom, Publizist und Verleger Erwin Hasselmann, der sich ab den 1920er Jahren politisch für die Sozialdemokratische Partei Deutschlands (SPD) in der Weimarer Republik engagiert hatte. Als politisch Verfolgter des NS-Regimes emigrierte sein Vater mit der Familie 1934 ins Vereinigte Königreich, wo sie nach der Einreise Unterstützung von den Quäkern erhielten und sein Vater als Journalist zu arbeiten begann. Klaus Hasselmann wuchs in Welwyn Garden City in Kreisen deutsch-jüdischer Flüchtlinge bzw. Auswanderer auf und kehrte nach einem Abschlussexamen (Cambridge Higher School Certificate) im August 1949 in das dann geteilte Deutschland nach Hamburg zurück. Er hat Englisch als seine erste Muttersprache bezeichnet. 1949/50 absolvierte er ein Maschinenbaupraktikum bei der Firma Menck & Hambrock in Hamburg.
Von 1950 bis 1955 studierte Hasselmann Physik und Mathematik an der Universität Hamburg mit dem Diplom in Physik 1955 bei dem Strömungsmechaniker Karl Wieghardt mit einer Diplomarbeit über Turbulenz und wurde von 1955 bis 1957 am Max-Planck-Institut für Strömungsforschung bei Walter Tollmien an der Georg-August-Universität Göttingen mit der Dissertation Über eine Methode zur Bestimmung der Reflexion und Brechung von Stoßfronten und von beliebigen Wellen kleiner Wellenlängen an der Trennungsfläche zweier Medien promoviert. Er war Wissenschaftlicher Assistent bei Karl Wieghardt am Institut für Schiffbau der Universität Hamburg (1957–1961) und Assistent, später Associate Professor am Institute for Geophysics and Planetary Physics and Scripps Institution of Oceanography an der University of California, San Diego in La Jolla (1961–1964). Im Februar 1963 habilitierte er sich an der Universität Hamburg und war Dozent an der Hamburger Universität.
Ab 1966 war Hasselmann Professor und später Direktor des Instituts für Geophysik und Planetarische Physik an der Universität Hamburg sowie 1967/68 Gastprofessor am University College der University of Cambridge. Er war Abteilungsleiter und Professor an der Hamburger Universität (1969–1972) und hatte zeitgleich die Doherty Professur an der Woods Hole Oceanographic Institution in Massachusetts inne (1970–1972). Im Jahr 1972 folgte seine Berufung auf die ordentliche Professur für Theoretische Geophysik und später seine Bestellung zum Direktor am Institut für Geophysik der Universität Hamburg. Von 1975 bis November 1999 war er Direktor am Max-Planck-Institut für Meteorologie in Hamburg und von 1988 bis 1999 wissenschaftlicher Direktor am Deutschen Klimarechenzentrum in Hamburg. Zu seinen Doktoranden gehörte Mojib Latif.
Er war seit 1957 mit der Mathematikerin Susanne Hasselmann-Barthe (1936–2023), ehemalige Wissenschaftlerin am Max-Planck-Institut für Meteorologie, verheiratet und hat drei Kinder, darunter die Virologin Dorothee Holm-von Laer.

## Werk
Hasselmann forschte in den 1960er Jahren auch an stochastischen nichtlinearen Wechselwirkungen von Ozeanwellen (und anderer Wellenphänomene in der Geophysik), die er störungstheoretisch mit der Methode von Feynman-Diagrammen behandelte. Er entwickelte 1976 ein stochastisches Klimamodell (Hasselmann-Modell), in dem Zufallsfluktuationen ähnlich wie in der Brownschen Bewegung (und genau wie dort mit der Langevin-Gleichung oder deren Erweiterungen beschrieben) für die Variabilität des Klimas sorgen.
Im Wissenschaftsbereich der globalen Erwärmung ist er der Autor, der von 1991 bis August 2001 die meisten Referenzen pro Publikation erhielt. Hasselmann steuerte eine Vielzahl bedeutender wissenschaftlicher Beiträge zur Klimaforschung bei. Unter anderem entwickelte er wissenschaftliche Methoden, mit denen die spezifischen Fingerabdrücke natürlicher Phänomene und menschlicher Aktivitäten auf das Klimasystem bestimmt werden können. Diese Methoden wurden dann von Klimaforschern benutzt, um die maßgeblich durch anthropogene Kohlenstoffdioxidemissionen verursachte globale Erwärmung zu beweisen. Seine Veröffentlichung On the signal-to-noise problem in atmospheric response studies aus dem Jahr 1979 wird rückblickend als ein entscheidender Schritt zum Nachweis des menschlichen Einflusses auf die globale Erwärmung angesehen. Der Klimaforscher Benjamin D. Santer, der in den 1990er Jahren im von Hasselmann geleiteten Max-Planck-Institut für Meteorologie arbeitete, erklärte, die Arbeit sei „ihrer Zeit weit voraus“ gewesen, so sehr, dass er sie zu dem Zeitpunkt nicht verstanden habe. Kernidee hinter dieser von der Signalverarbeitung inspirierten Arbeit war, dass Klimaforscher wie auch Nachrichteningenieure vor dem Problem stehen, aus dem Rauschen in den Daten (bei der Klimaforschung verursacht durch interne Variabilität) ein Signal zu detektieren, also Einflüsse auf das Klimasystem, die von außen verursacht werden, wie beispielsweise durch die Sonne, vulkanische Aktivitäten oder eben menschengemachte Treibhausgasemissionen. Zwar waren solche Methoden zur Trennung von Signalen und Rauschen bereits entwickelt worden, sie waren in der Klimaforschung aber zunächst weitgehend unbekannt geblieben.
Hasselmann trug ebenfalls zum Verfassen des ersten, zweiten und dritten Sachstandsberichtes des Weltklimarates IPCC bei.
Hasselmann befasste sich auch mit ökonomischen Modellen. In den 1990er Jahren entwickelte er ein von seiner Beschäftigung mit nichtlinearen Wellen inspiriertes Modell der Elementarteilchen, das von ihm „Metron“-Modell genannt wurde, als Solitonen in Kaluza-Klein-Theorien, wobei die Quantenmechanik deterministisch als Theorie verborgener Variablen beschrieben wird. 2021 erklärte er, er sei auch weiterhin noch teilweise als Physiker aktiv, wobei es ihm insbesondere noch ein Anliegen sei, die Physik zu revolutionieren. Insbesondere sei für ihn das Finden der sog. Weltformel weiterhin eine „Lebensaufgabe“. Wörtlich sagte er 2021 in einem Interview mit dem Münchner Merkur: „Ich bin kein Liebhaber der Quantenphysik mit ihrer abstrakten Herangehensweise, die Objekt und Existenzen verneinen. Ich halte es mehr mit Einstein und Heisenberg und möchte eine objektive Wahrheit der Physik wieder in den Mittelpunkt stellen, statt abstraktem Denken über Wellen und Quanten.“
Gemeinsam mit Syukuro Manabe wurde ihm der Nobelpreis für Physik des Jahres 2021 „für bahnbrechende Beiträge zum Verständnis komplexer physikalischer Systeme“ zuerkannt, konkret „für das physikalische Modellieren des Klimas der Erde, die quantitative Analyse von Variationen und die zuverlässige Vorhersage der Erderwärmung“. Die beiden teilen sich die Hälfte des Preises, die andere Hälfte ging an Giorgio Parisi.

## Warnungen vor dem Klimawandel
Hasselmann war nach eigenen Angaben Mitte der 1970er Jahre klar, dass der Klimawandel menschengemacht ist. Er warnte bereits in den 1980er Jahren vor der globalen Erwärmung und ihren Folgen. So äußerte er beispielsweise 1988:

„In 30 bis 100 Jahren, je nachdem, wieviel fossiles Brennmaterial wir verbrauchen, wird auf uns eine ganz erhebliche Klimaänderung zukommen. Klimazonen werden sich verschieben, Niederschläge anders verteilen. Dann wird man nicht mehr von Zufallsergebnissen reden können. Man sollte sich bewusst werden, dass wir in eine Situation hineinkommen, wo es keine Umkehr mehr gibt. Wir müssen vor allem versuchen, mit Öl und Kohle sparsam umzugehen, denn das Kohlendioxid ist wesentlich an der Treibhauswirkung schuld.“

Er lobte auch die Klimabewegung um Fridays for Future für deren Einsatz gegen den Klimawandel. Er finde es toll, dass es Fridays for Future gelungen sei, einen Weg zum Ansprechen der Öffentlichkeit zu finden und damit etwas zu erreichen, was Wissenschaftlern so zuvor nicht gelungen sei. Die Sorgen der jungen Menschen seien vor dem Hintergrund der bereits auftretenden Folgen der Erderwärmung durchaus berechtigt. Er bleibe aber dennoch optimistisch, dass es gelinge, vom weiteren Ausstoß von Treibhausgasen wegzukommen und stattdessen auf natürliche Energiequellen umzustellen. Die Nutzung erneuerbarer Energien sei ja schon lange bekannt. Durch Fridays for Future seien seine Forschungen heute wieder aktuell. Zudem lobte er die Klimaaktivistin Greta Thunberg. Thunberg habe es geschafft, „die Bedeutung des Klimawandels mit all seinen Gefahren öffentlich bewusst zu machen.“
Im Interview gemeinsam mit Luisa Neubauer in der Zeitung Die Zeit vertrat er die Meinung, dass durch technischen Fortschritt die Klimakrise bewältigt werden kann. Die Menschheit müsse „doch nur von fossilen auf regenerative Energien umsteigen, von Öl, Kohle und Gas auf Sonnen- und Windenergie und Wasserstoff.“ Dies sei technisch vergleichsweise einfach und er sei zuversichtlich, weil sich diese Technologien inzwischen auch lohnten, da sie nun auch günstiger als fossile Energien seien.

## Auszeichnungen und Ehrungen
- 1963: Carl Christiansen Commemorative Award
- 1964: James B. Macelwane Medal der American Geophysical Union
- 1970: Physik-Preis der Akademie der Wissenschaften zu Göttingen
- 1971: Sverdrup Gold Medal der American Meteorological Union
- 1981: Belfotop-Eurosense Award of the Remote Sensing Society
- 1990: Robertson Memorial Lecture Award der National Academy of Sciences
- 1990: Förderpreis des Körber-Preises für die Europäische Wissenschaft, zusammen mit seiner Arbeitsgruppe
- 1993: Nansen Polar Bear Award, Bergen, Norwegen
- 1994: Oceanography Award sponsored by the Society for Underwater Technology, Portland, UK
- 1996: Oceanology International Lifetime Achievement Award
- 1996: Premio Italgas per la Ricerca e L'Innovazione 1996
- 1996: Symons Gold Medal of the Royal Meteorological Society
- 1998: Umweltpreis der Bundesstiftung Umwelt
- 1999: Karl-Küpfmüller-Ring der Technischen Universität Darmstadt
- 2000: Ehrendoktor der University of East Anglia
- 2002: Vilhelm-Bjerknes-Medaille der Europäischen Geowissenschaftlichen Union[23]
- 2005: Ehrenmedaille der spanischen Universität Alcalá
- 2007: Achievement Award, International Meetings in Statistical Climatology, Beijing
- 2009: BBVA Foundation Frontiers of Knowledge Award
- 2021: Nobelpreis für Physik
- 2022: Eintrag in das Goldene Buch der Stadt Hamburg[24]
- 2022: Großes Bundesverdienstkreuz mit Stern der Bundesrepublik Deutschland[25]

## Mitgliedschaften in Wissenschaftlichen Gesellschaften
- Auswärtiges Mitglied der Königlich Schwedischen Akademie der Wissenschaften.[26][27]
- Ehrenmitglied der European Geosciences Union[27]
- Mitglied der Europäischen Akademie der Wissenschaften und Künste[27]
- Ehrenmitglied der Royal Meteorological Society[27]
- Mitglied (Fellow) der American Geophysical Union[27]
- Mitglied der Deutschen Meteorologische Gesellschaft[27]
- Mitglied der Gesellschaft für Angewandte Mathematik und Mechanik[27]
- Mitglied der Academia Europaea (1988)[28]
- Mitglied und Mitbegründer des Global Climate Forum

## Schriften (Auswahl)
- Tim Barnett et al.: Detecting and Attributing External Influences on the Climate System: A Review of Recent Advances. In: Journal of Climate. Band 18, Nr. 9, 2005, S. 1291–1314, doi:10.1175/JCLI3329.1.
- Klaus Hasselmann et al.: The Challenge of Long-Term Climate Change. In: Science. Band 302, Nr. 5652, 2003, S. 1923–1925, doi:10.1126/science.1090858.
- Klaus Hasselmann: Climate change: Linear and nonlinear signatures. In: Nature. Band 398, 1999, S. 755–756, doi:10.1038/19635.
- Klaus Hasselmann: Climate-change research after Kyoto. In: Nature. Band 390, 1997, S. 225–226, doi:10.1038/36719.
- Klaus Hasselmann: Are We Seeing Global Warming? In: Science. Band 276, Nr. 5314, 1997, S. 914–915, doi:10.1126/science.276.5314.914.
- Klaus Hasselmann: Multi-pattern fingerprint method for detection and attribution of climate change. In: Climate Dynamics. Band 13, 1997, S. 601–611, doi:10.1007/s003820050185.
- G. J. Komen, L. Cavaleri, M. Donelan, K. Hasselmann, S. Hasselmann, P. A. E. M. Janssen: Dynamics and Modelling of Ocean Waves. Cambridge University Press, 1994 (englisch).
- Klaus Hasselmann: Optimal Fingerprints for the Detection of Time-dependent Climate Change. In: Journal of Climate. Band 6, Nr. 10, 1993, S. 1957–1971, doi:10.1175/1520-0442(1993)006<1957:OFFTDO>2.0.CO;2.
- Klaus Hasselmann: On the signal-to-noise problem in atmospheric response studies. In: D. B. Shaw (Hrsg.): Meteorology over the Tropical Oceans, Royal Meteorological Society. 1979, S. 251–259.
- Claude Frankignoul, Klaus Hasselmann: Stochastic climate models, Part II Application to sea-surface temperature anomalies and thermocline variability. In: Tellus. Band 29, Nr. 4, 1977, S. 289–305, doi:10.3402/tellusa.v29i4.11362.
- Klaus Hasselmann: Stochastic climate models, Part 1. In: Tellus. Band 28, Nr. 6, 1976, S. 473–485, doi:10.3402/tellusa.v28i6.11316.
- Klaus Hasselmann: On the spectral dissipation of ocean waves due to white capping. In: Boundary-Layer Meteorology. Band 6, 1974, S. 107–127, doi:10.1007/BF00232479.